# 滨湖莱希布鲁克
滨湖莱希布鲁克是德国巴伐利亚州的一个市镇。总面积17.27平方公里，总人口2533人，其中男性1243人，女性1290人（2011年12月31日），人口密度147人/平方公里。